# 弗雷舒弗雷谢
弗雷舒弗雷谢（法語：Fréchou-Fréchet）是法国上比利牛斯省的一个市镇，属于塔布区（Tarbes）图尔奈县（Tournay）。该市镇总面积2.97平方公里，2009年时的人口为125人。

## 人口
弗雷舒弗雷谢人口变化图示